# Erika Wagner (Politikerin)
Erika Wagner (* 13. August 1933 in Wanfried; † 26. Juli 2011 ebenda) war eine hessische Politikerin (SPD) und Abgeordnete des Hessischen Landtags.

## Ausbildung und Beruf
Erika Wagner arbeitete nach ihrem Realschulabschluss als Fachhilfsarbeiterin in der Druckindustrie und ab 1962 als Verkäuferin im Einzelhandel.
Erika Wagner war verheiratet und hatte einen Sohn.

## Politik
Erika Wagner war seit 1959 Mitglied der SPD und dort in verschiedenen Vorstandsämtern tätig. Seit 1973 war sie Vorsitzende des Ortsvereins Eschwege, seit 1970 Mitglied des Bezirksvorstands des SPD-Bezirks Hessen-Nord.
Kommunalpolitisch war Frau Wagner Mitglied des Kreistags Eschwege bzw. des Werra-Meißner-Kreises, dort SPD-Fraktionsvorsitzende und zuletzt Kreistagsvorsitzende.
Seit dem 1. Dezember 1978 bis zum 4. April 1995 war Erika Wagner fünf Wahlperioden lang Mitglied des Hessischen Landtags. Sie war dort Vorsitzende des Umweltausschusses und von 1991 bis 1995 Vizepräsidentin.
1979 war Erika Wagner Mitglied der 7. Bundesversammlung.

## Ehrungen
Erika Wagner wurde 1995 das Bundesverdienstkreuz I. Klasse verliehen. Sie ist auch Trägerin der Freiherr-vom-Stein-Plakette des Landes Hessen.